# Ассер, Тобиас
Тобиас Михель Карел Ассер (нидерл. Tobias Michael Carel Asser; 1838—1913) — нидерландский государственный деятель, дипломат и юрист. Лауреат Нобелевской премии мира 1911 года совместно с Альфредом Фридом за роль в создании Международного третейского суда в Гааге.
Совместно с Гюставом Ролен-Жакминсом (Бельгия) и Джоном Вестлейком (Англия) основал первый в своём роде «Журнал международного права и сравнительного законодательства», а также приложил немало усилий для создания Академии международного права в Гааге.
Был правовым советником при голландском МИДе в 1875 году и членом Государственного Совета – центрального административного органа в стране в 1893 году. 
С 1898 года исполнял обязанности президента Государственной комиссии по праву и занимал пост министра без портфеля в правительстве с 1904 года и до самой смерти. 
Свободно владел немецким, французским и английским языками. Был удостоен почётных званий от ведущих университетов Европы — Эдинбурга, Кембриджа, Болоньи и Берлина.  
Томас Ассер также был активным членом амстердамской еврейской общины. 
Собранная Ассером библиотека юридической литературы, переданная во Дворец мира в Гааге, носит название «Ассеровского собрания». 
Умер 29 июля 1913 года в Гааге. 

## Биография
Родился 28 апреля 1838 года в Амстердаме в семье потомственных юристов. Проявил себя как незаурядный студент, победив на конкурсе ученических работ с сочинением об экономическом понятии стоимости. Однако впоследствии отошёл от экономики и последовал семейной традиции — поступил в амстердамский «Атенеум» (позже преобразованный в университет).
В 1860 году, в возрасте 21 года, получил докторскую степень и был назначен голландским правительством членом Международной комиссии по свободе судоходства на Рейне. Так он приобрёл первый опыт в международном праве.
Лишь недолгое время Ассер посвятил юридической практике, отведя большую часть своей жизни преподаванию, науке и политике.
В 1863 году он принял предложение стать профессором частного права в «Атенеуме», затем в 1876 году, когда этот институт стал Университетом Амстердама, он остался там работать в качестве профессора международного и коммерческого права, совмещая это с частной юридической практикой.
Ассер верил, что тяжбы между государствами могут быть разрешены путём созыва международных конференций. Он убедил голландское правительство созвать серию конференций европейских держав для кодификации международного частного права. Первые две были созваны в Гааге в 1893 и 1894 годах. Результатом их деятельности стало подписание договора, вступившего в силу в 1899 году, который прописывал единую международную процедуру ведения процессов по гражданским искам. Последующие конференции — в 1900 и 1904 годах — выработали международные судебные нормы семейного права, включая вопросы брака, развода, опеки над несовершеннолетними и т. д.
В качестве главы делегации Голландии на гаагских конференциях 1899 и 1907 годах, Ассер отстаивал принцип обязательного арбитража как альтернативу вооружённому конфликту.
В 1900 году он стал членом Международного третейского суда в Гааге. Одним из первых важных процессов стало рассмотрение спора между США и Россией по поводу прав на рыболовство в Беринговом проливе.
Академические труды и международная активность Ассера вскоре принесли ему широкую известность в юридических кругах. Немало способствовал тому тот факт, что в 1869 году он совместно с Гюставом Ролен-Жакминсом (Бельгия) и Джоном Вестлейком (Англия) основал первый в своём роде «Журнал международного права и сравнительного законодательства» («Revue de Droit International et de Legislation Comparee»). Через четыре года по приглашению Ролен-Жакминса, Ассер принял участие в небольшой конференции правоведов в Генте, основавшей Институт международного права — организации, которую он впоследствии возглавил. Он также приложил немало усилий для создания Академии международного права, которая была создана в Гааге вскоре после его смерти — в 1923 году.
Ассер был не только теоретиком, но и практиком международных отношений. Он исполнял обязанности правового советника при голландском МИДе в 1875 году; в 1893 году стал членом центрального административного органа в стране — Государственного Совета; с 1898 года исполнял обязанности президента Государственной комиссии по праву; представлял Голландию на Гаагских мирных конференциях в 1899 и 1907 годах, отстаивая идею о необходимости обязательного арбитража в области экономики; занимал пост министра без портфеля в правительстве с 1904 года и вплоть до самой смерти. В общей сложности, в период с 1875 по 1913 год он участвовал в подготовке практически всех международных договоров, подписанных голландским правительством. Особой заслугой считается его дипломатический успех на международной конференции 1888 года в Константинополе, где обсуждался нейтральный статус Суэцкого канала. Ему удалось включить в состав комиссии по Суэцкому каналу наряду с такими великими державами как Англия, Франция, Россия, Турция представителей Испании и Нидерландов, гарантировав, таким образом, участие в решении этого важного вопроса малых европейских держав.
Дипломатическим успехам Ассера во многом помогало его свободное владение иностранными языками: немецким, французским и английским.
За свои научные и дипломатические достижения он удостоился почётных званий от ведущих университетов Европы — Эдинбурга, Кембриджа, Болоньи и Берлина. Собранная им из 20 стран библиотека юридической литературы, переданная во Дворец мира в Гааге, носит название «Ассеровского собрания».
Умер 29 июля 1913 года в Гааге.

## Труды
- Asser, Tobias M.C., La Convention de La Haye du 14 novembre 1896 relative à la procédure civile. Haarlem, Bohn, 1901;
- Asser, Tobias M.C., Schets van het Nederlandsche Handelsrecht. Haarlem, Bohn, 1904;